# Adolfo Rincón de Arellano García
Adolfo Rincón de Arellano García (Madrid, 10 de octubre de 1910-Valencia, 17 de marzo de 2006) fue un cardiólogo y político español, presidente de la Diputación Provincial de Valencia entre 1943 y 1949 y alcalde de Valencia entre 1958 y 1969.

## Biografía
Hijo de un médico militar, Adolfo Rincón de Arellano Lobo (1877-1952), estudió medicina en la Universidad de Valencia, época en la que militó en la Juventud Monárquica Valenciana, en 1930, para pasar —ya a comienzos de la II República— a la Agrupación Escolar Tradicionalista.
Contrajo matrimonio con Isabel María de Castellví Trénor (1913-1999), condesa de Villanueva, con la que tuvo ocho hijos, entre ellos tres médicos, Adolfo (cardiólogo, conde de Villanueva), Enrique (traumatólogo) e Ignacio (estomatólogo) Rincón de Arellano de Castellví. 
Falleció en Valencia el 17 de marzo de 2006, a la edad de 95 años.

### Segunda República
Procedente de la milicia jonsista, tras el mitin del Teatro de la Comedia se afilió a Falange Española tras entrevistarse en Madrid con José Antonio Primo de Rivera y Julio Ruíz de Alda, arrastrando a la mayoría de sus camaradas en las JONS. 
Tras la unificación con las JONS, forma parte del Triunvirato territorial valenciano junto a Maximiliano Lloret y José Sarzo Bordehore.

"...Nuestro régimen, que tendrá de común con todos los regímenes revolucionarios el venir así del descontento, de la protesta, del amor amargo por la Patria, será un régimen nacional del todo, sin patrioterías, sin faramallas de decadencia, sino empalmado con la España exacta, difícil y eterna que esconde la vena de la verdadera tradición española; y será social en lo profundo, sin demagogias, porque no harán falta, pero implacablemente anticapitalista, implacablemente anticomunista. Ya veréis cómo rehacemos la dignidad del hombre para sobre ella rehacer la dignidad de todas las instituciones que, juntas, componen la Patria..."
Discurso sobre la revolución española, pronunciado en el cine Madrid, de Madrid, el 19 de mayo de 1935.

"...Y la reforma financiera, ¿se ha hecho? ¿Han ganado acaso con alguna medida sabia los productores, los obreros, los empresarios, los que participan de veras en esta obra total de la producción? Estos han perdido; bien sabéis la época de crisis que aún están viviendo. En cambio, no han disminuido ni las ganancias de las grandes empresas industriales ni las ganancias de los Bancos..."
Discurso sobre la revolución española

### Guerra civil
Al comenzar la guerra civil española se encontraba en Roma cursando la especialidad de cardiología. Volvió a España en un navío español (abordado por un grupo de jóvenes españoles entre los que él se encontraba) donde se alistó en las tropas franquistas con las que participó en el Frente de Teruel. Durante la Guerra Civil fue escogido jefe provincial del partido FET y de las JONS por Valencia. Al acabar la guerra, su padre fue detenido y condenado a muerte por los servicios prestados en la zona republicana. La pena capital fue conmutada por Franco personalmente, circunstancia que no le impidió cumplir unos años de prisión en Monteolivete.

### Presidente de la Diputación
En 1943 fue designado presidente de la Diputación de Valencia, cargo que ocupa hasta 1949, cuando comenzó como procurador en las Cortes franquistas, reponiendo en sus puestos a todo el personal separado del servicio por haber simpatizado en la guerra civil con el bando republicano, en contra de muchos de sus correligionarios.

### Alcalde
En 1958, después de la dimisión de Tomás Trénor Azcárraga, Marquès del Túria, Rincón de Arellano fue designado alcalde de Valencia. Después de discrepancias con la remodelación gubernamental de 1969 y el predominio del Opus Dei, presentó la dimisión irrevocable en octubre ese año. 

"...Yo no soy un cargo electivo sino que soy un cargo de designación, como son todos los alcaldes, y, claro, como usted comprenderá, sí ha habido determinados hechos en la política española a finales del mes pasado y a principio de éste que a mí no me satisfacen ni mucho ni poco, lo que no me parece correcto es que yo, ocupando un cargo de designación directa de la Superioridad, me dedique a criticar determinadas medidas que se han tomado. A mi me interesa recuperar la libertad..."
Ya, 11 de noviembre de 1969:

Promovió como alcalde numerosas obras, como el Psiquiátrico, la Casa de Misericordia, la ampliación del Palacio de la Generalitat, el nuevo recinto de la Feria Muestrario Internacional, la Facultad de Económicas, la Universidad Politécnica de Valencia, la nueva estación de autobuses (por la que tuvo amenazas de muerte), etc. 

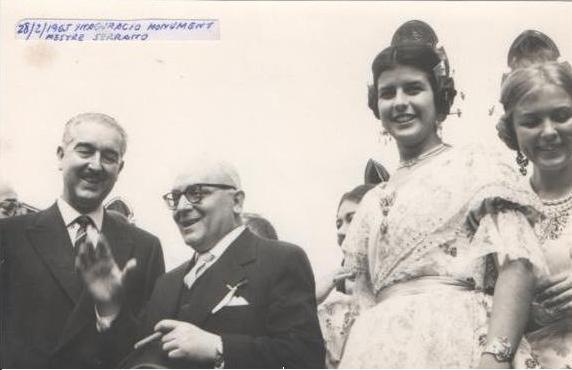
Rincón de Arellano en la inauguración del monumento al maestro Serrano el 28 de febrero de 1965

Su nombre aparece vinculado, también, por las obras arquitectónicas que fueron demolidas durante su mandato: la Tortada de Goerlich en la plaza del Caudillo (1961), actualmente del Ayuntamiento; la Fonda España en la plaza del Caudillo, actualmente del Ayuntamiento (ca. 1961) para dejar paso a dos edificios que rompen con la estética del entorno; la Facultad de Medicina (1960-63, salvándose el edificio del Hospital General, primer manicomio del mundo, por la oposición ciudadana); el Palacio de Ripalda (1967); la antigua Feria de Muestras (1968/69).
Su sucesor, Vicente López Rosat, lo designó alcalde honorario de Valencia.

## Procurador en las Cortes franquistas
Fue procurador en las Cortes franquistas, hasta que se retiró definitivamente de la actividad pública, dedicándose a la medicina en su clínica particular, actividad que compaginó toda su vida con la política ya que —en sus propias palabras— «la política no daba para comer». También fue elegido consejero del Reino.

## Distinciones
Fue condecorado con la Gran cruz de la Orden Imperial del Yugo y las Flechas, la Gran cruz de la Orden de Alfonso X el Sabio y la Gran cruz de la Orden del Mérito Militar (con Distintivo Blanco), la Orden de la Legión de Honor y la Orden de las Palmas Académicas por el gobierno francés, al finalizar la Guerra Civil, entre otras muchas. Era además autor de Valencia:1959-1967 (1969) y Pantanos y trasvases de la Región Valenciana (2001).